# Coelotes obesus
Coelotes obesus är en spindelart som beskrevs av Simon 1875. Coelotes obesus ingår i släktet Coelotes och familjen mörkerspindlar.
Artens utbredningsområde är Frankrike. Inga underarter finns listade i Catalogue of Life.